# Ruta 66 (Chile)
La Ruta 66, también conocida como Carretera de la Fruta o Camino de la Fruta, es una ruta chilena que abarca las regiones de Valparaíso, Metropolitana de Santiago y del Libertador Bernardo O'Higgins en el Valle Central de Chile. La ruta se inicia en Pelequén (Región de O'Higgins), donde conecta con la Ruta 5, y finaliza en San Antonio (Región de Valparaíso). El trazado entre San Pedro y el sector norte del Lago Rapel está cubierta por la Región Metropolitana.

## Cultura Popular
Esta carretera es una de las más mortales dentro del país, por lo que se conoce como la Ruta de la Muerte o la Carretera de la Muerte. Entre el año 2013-2021 han ocurrido 1355 accidentes, con más de 100 fallecidos. La gran cantidad de curvas y pendientes pronunciadas, sumado a la gran cantidad de camiones que transitan y el poseer sólo una pista por lado son factores que aumentan la probabilidad de un accidente en su trayecto. 
La carretera fue concesionada en 2019, y contará con los peajes más caros de Chile

## Áreas geográficas y urbanas
- kilómetro 0 Enlace Pelequén (Autopista del Maipo), comuna de Malloa.
- kilómetro 5 Enlace Estación Malloa.
- kilómetro 8 La Platina.
- kilómetro 15 Acceso a San Vicente de Tagua Tagua.
- kilómetro 20 Cruce El Cristo, estero Zamorano.
- kilómetro 22 Puente Cachapoal.
- kilómetro 27 Peumo.
- kilómetro 29 Planta Sofruco.
- kilómetro 31 Viña Concha y Toro.
- kilómetro 32 Cruce a Codao.
- kilómetro 32 Plaza del Arte.
- kilómetro 40 La Rosa.
- kilómetro 44 Las Cabras. Control de Carabineros. Camino a Las Palmas de Cocalán.
- kilómetro 47 La Torina. Acceso a Pichidegua.
- kilómetro 51 El Carmen. Acceso a Llallauquén, Las Balsas y borde oriental del lago Rapel.
- kilómetro 60 El Manzano, acceso a Marina Golf Rapel, El Estero, Punta Verde, Las Balsas y Llallauquén, bordeando el lago Rapel.
- kilómetro 61 Acceso norponiente a Las Cabras y Cuesta Quilicura.
- kilómetro 65 Puente El Durazno, sobre el lago Rapel.
- kilómetro 68 Estero Alhué.
- kilómetro 72 Santa Inés, acceso a Alhué.
- kilómetro 76 Cuesta San Vicente, límite regional.
- kilómetro 80 Cruce San Vicente, a Lo Chacón.
- kilómetro 90 Estación de Rastreo Satelital de Longovilo.
- kilómetro 95 Cruce Las Arañas, a San Pedro y Melipilla. Acceso a Melipilla por la ruta G-60 y variante a la Autopista del Sol en dirección a Santiago.
- kilómetro 100 San Pedro.
- kilómetro 105 Quilamuta. Acceso a Codigua y Culiprán.
- kilómetro 118 Cruce Retén Atalaya. Límite Regional
- kilómetro 128 Vista Hermosa.
- kilómetro 133 Rocas de Santo Domingo.
- kilómetro 137 Puente Lo Gallardo, a Llolleo.
- kilómetro 138 Comuna de San Antonio, Acceso al Puerto de San Antonio y Autopista del Sol.

### Sectores
- San Antonio-Pelequén: Carretera pavimentada.
- Santa Inés: Cuesta Santa Inés.

## Galería

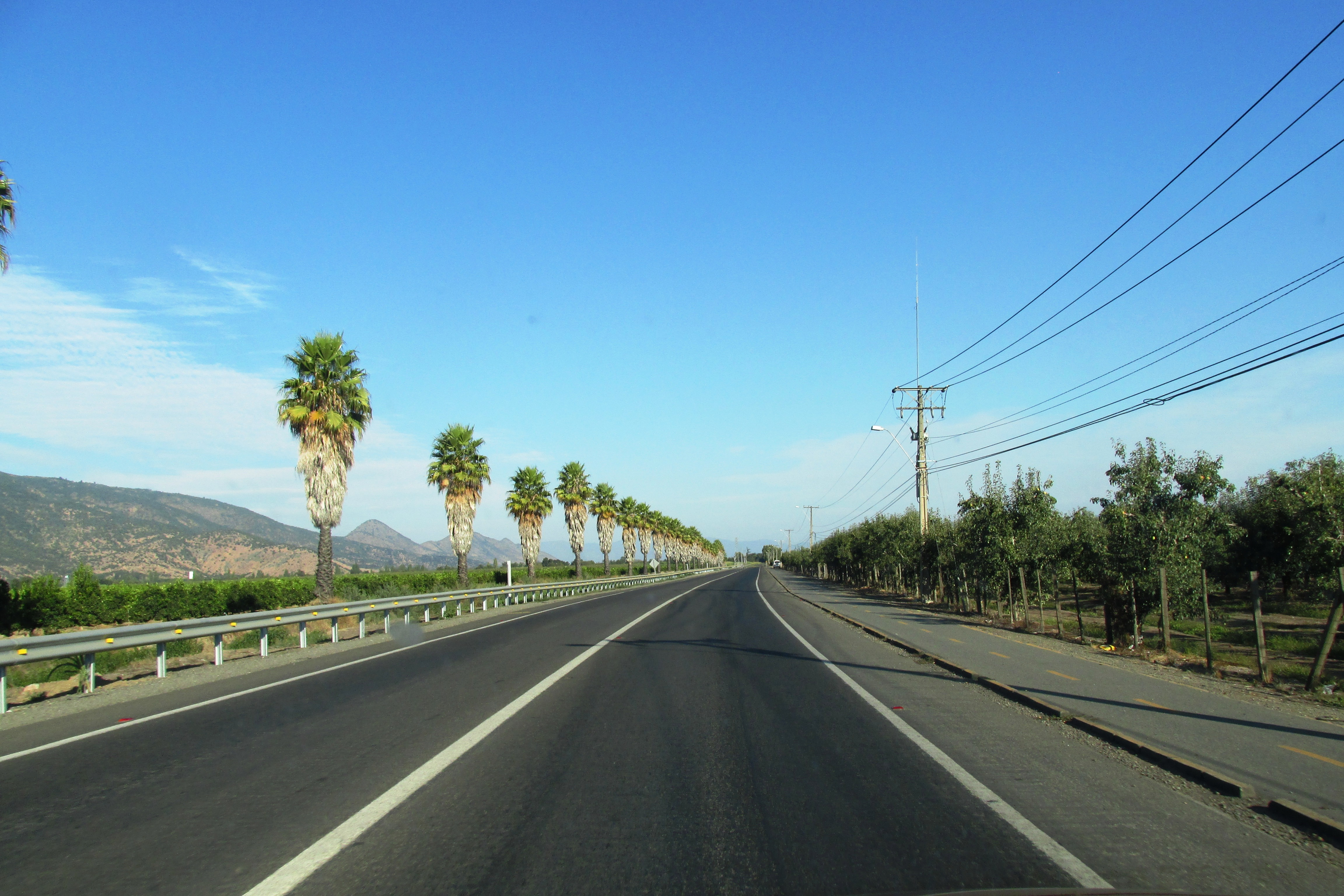
Carretera de la Fruta
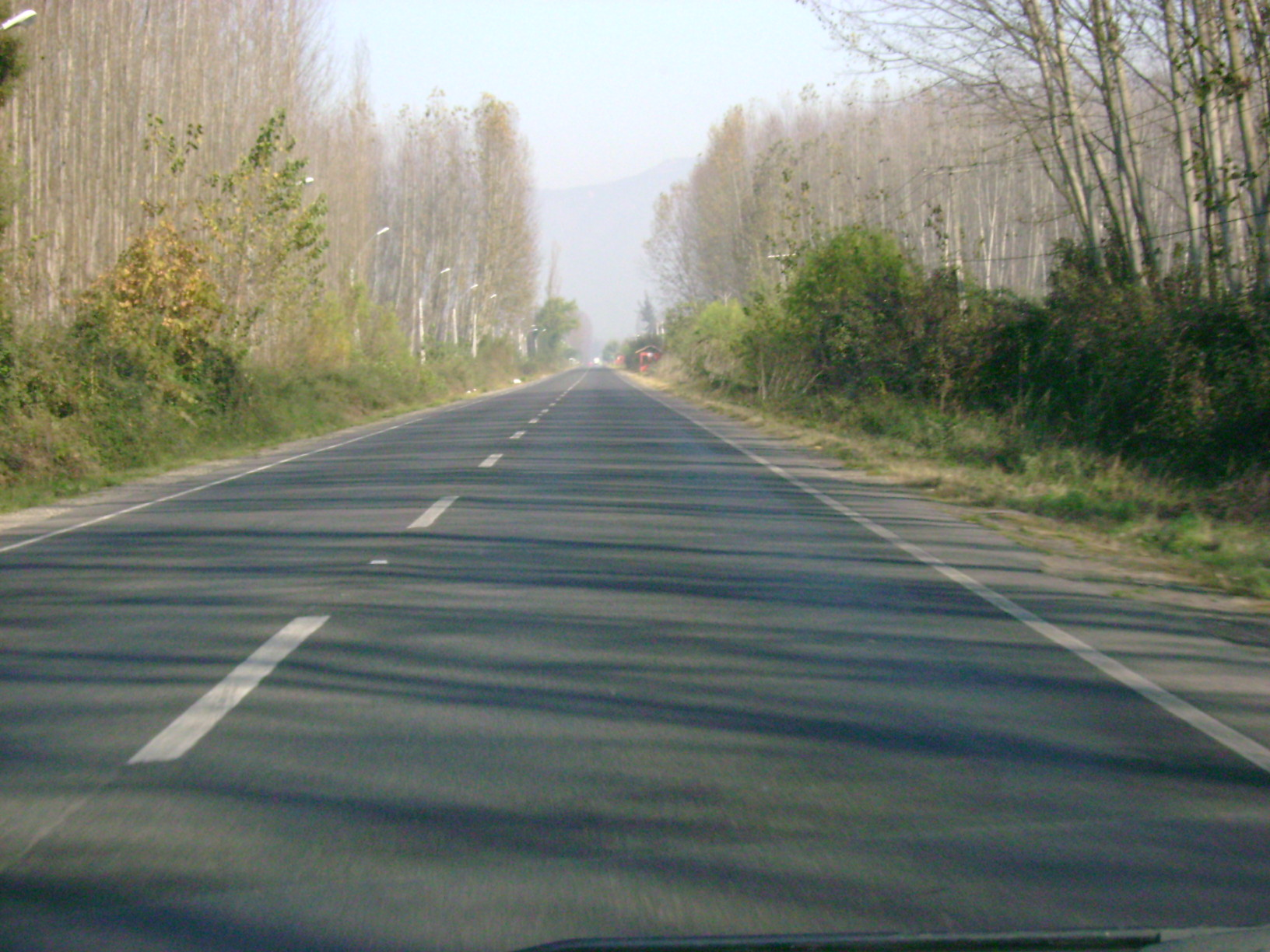
Carretera de la Fruta
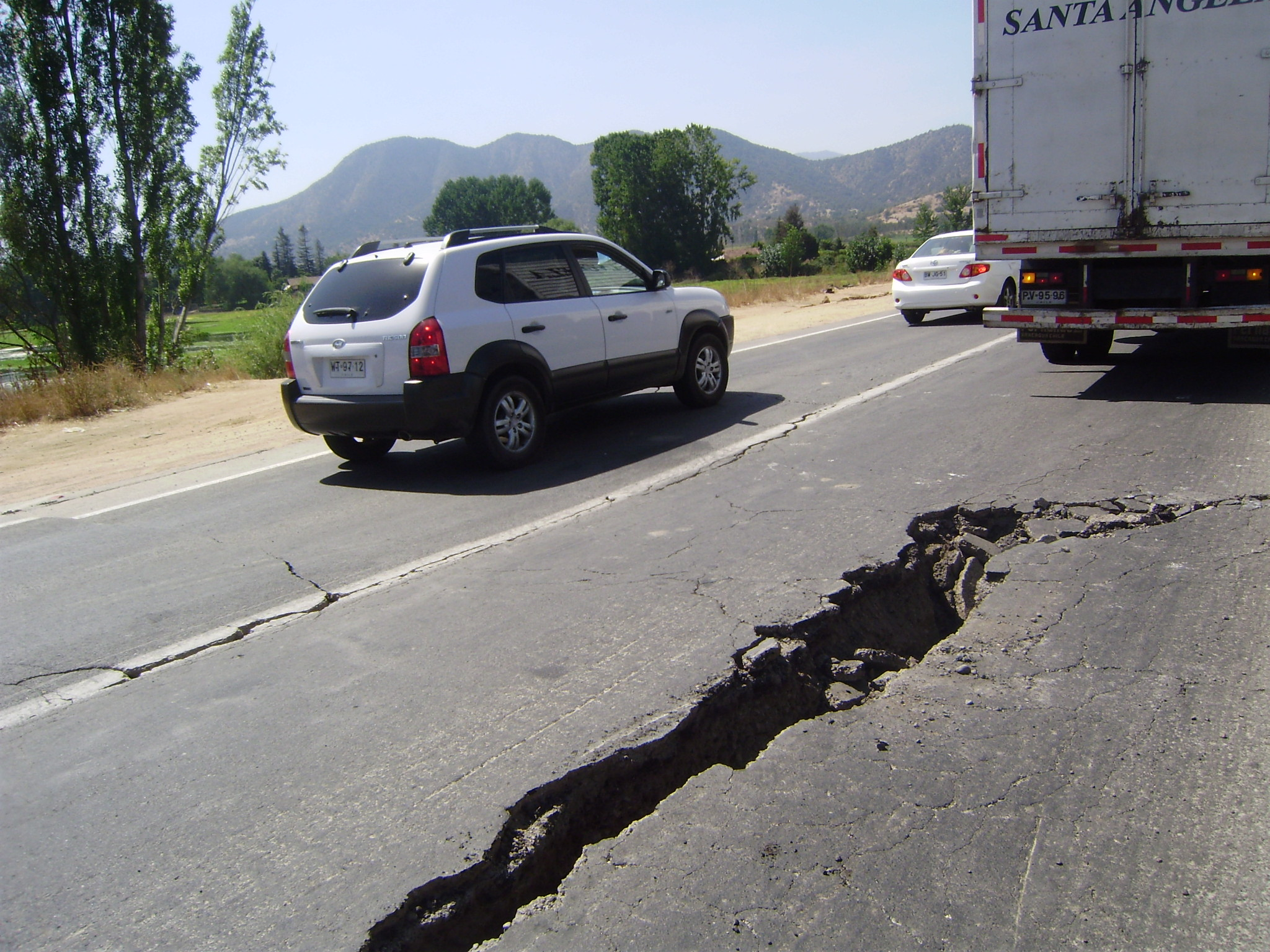
Efectos del terremoto del 27 de febrero de 2010 en la carretera.
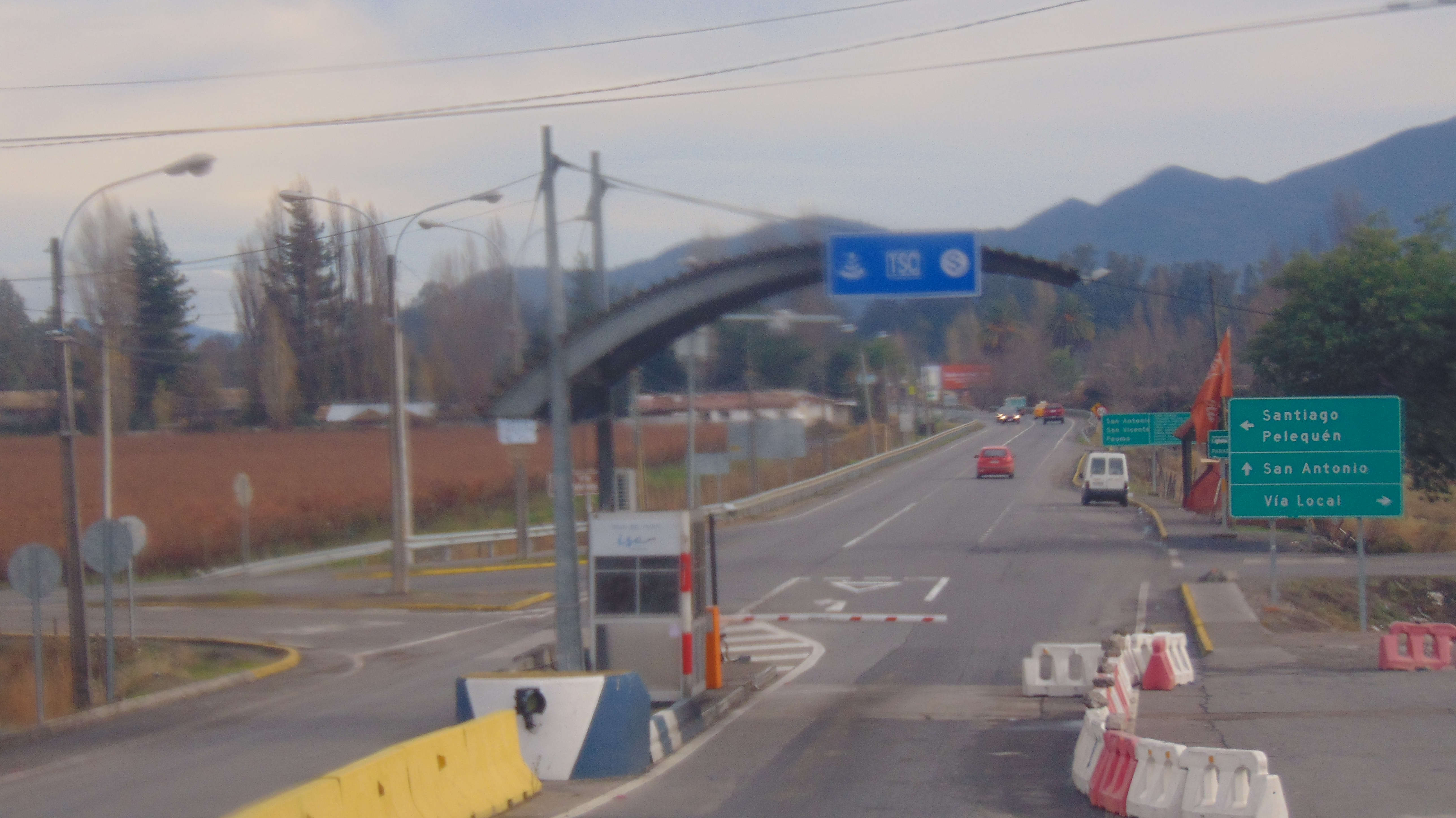
Enlace Pelequén, inicio de la Ruta 66 (Chile) o "Carretera de la Fruta"